# Subfósil

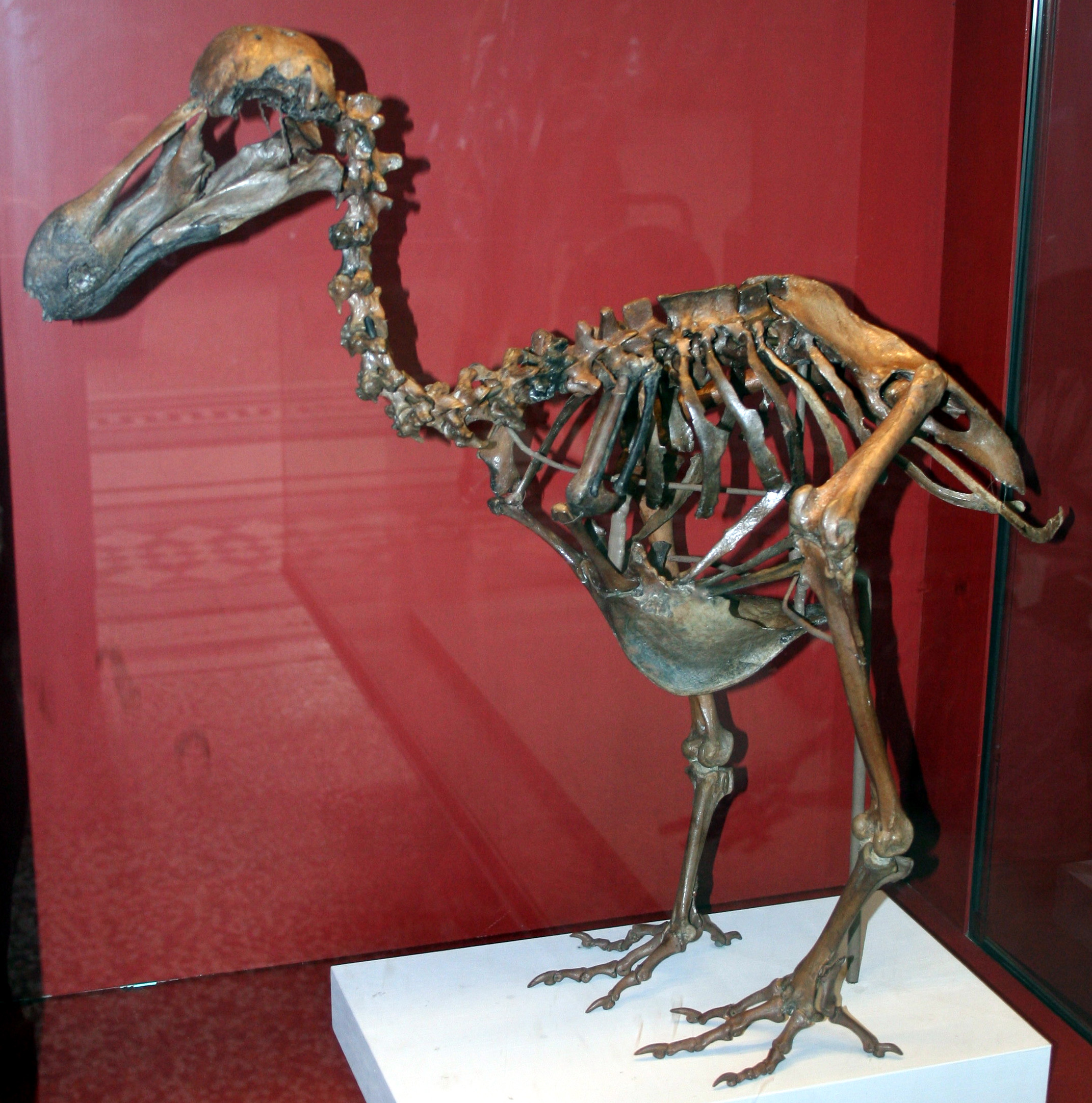
Un esqueleto de dodo (Raphus cucullatus) en estado subfósil.

Un subfósil es un resto biológico cuyo proceso de fosilización no está completo, quizás por falta de tiempo o debido a la forma en que los restos fueron sepultados o conservados, no óptima para concluir en un proceso completo de fosilización. Un buen ejemplo de fosilización completa es la mineralización de huesos, que es un proceso de fosilización en el que el fosfato de calcio de los huesos es completamente reemplazado por los minerales del sedimento que envuelve al organismo vivo tras su muerte. Por el contrario, en estado subfósil, el fosfato de calcio de los huesos no mineraliza sino que se conserva en su estado original. Este fenómeno natural solo se produce en casos excepcionales, como por ejemplo los restos de dodo (Raphus cucullatus), que solo tienen unos pocos siglos de antigüedad, o también como es el caso de los animales atrapados en pozos de brea como los de Rancho La Brea en California (Estados Unidos). De animales como el félido Smilodon se conservan esqueletos en estado subfósil debido a que la brea en el que los cuerpos de los animales quedaron atrapados, al estar desprovisto de oxígeno, impidió que una fauna bacteriana pudriera los huesos.
Los subfósiles de antes del Mesozoico son excepcionalmente raros, habitualmente en un estado avanzado de deterioro, y consecuentemente de origen controvertido. La mayor parte de material subfósil se encuentra en depósitos del Cuaternario.
La principal importancia de los restos subfósiles frente a los fósiles consiste básicamente en que aún contienen restos orgánicos originales. Estos pueden usarse para su datación por radiocarbono o extraerse y secuenciar ADN, proteínas u otras biomoléculas. Además, los cocientes isotópicos de los restos subfósiles pueden librar mucha información sobre las condiciones ecológicas de la época en que vivieron los organismos vivos que dejaron tales restos.
- Datos: Q1987597